# Pietriș

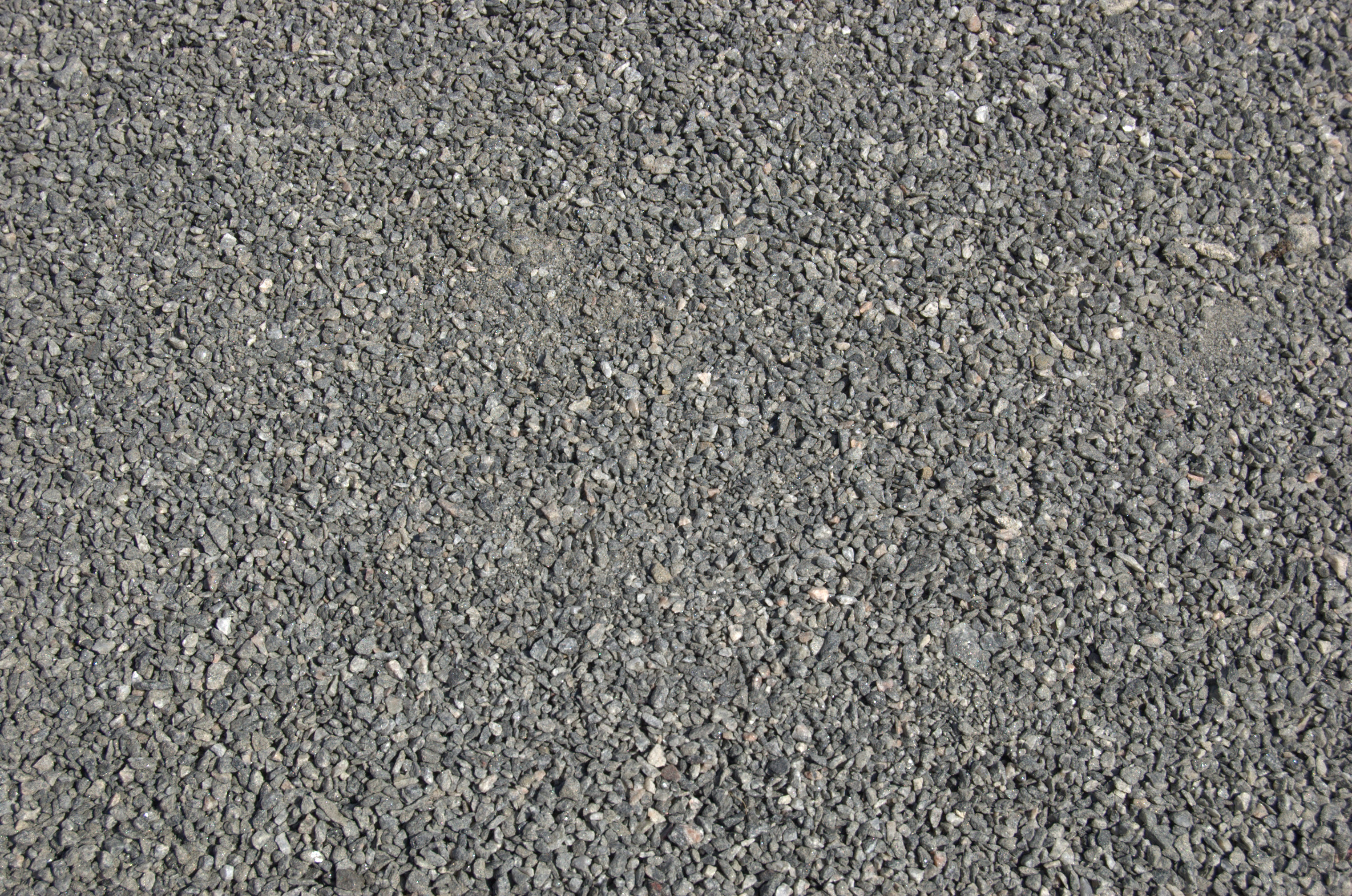
Pietriș

Pietrișurile sunt roci sedimentare constituite din fragmente de roci și de minerale rotunjite, cu dimensiunile cuprinse între 2 și 50 mm, care se formează pe litoral, în albiile apelor curgătoare sau în regiunile ocupate de ghețari.
Pietrișul mărunt amestecat cu nisip, care se găsește pe fundul și pe malul apelor sau, în straturi, în scoarța pământului, poartă denumirea de prund.
Împreună cu nisipul, pietrișul intră în compoziția balastului.

### Pietriș concasat
Unde nu se găsește pietriș natural, se folosește pietrișul concasat. Acesta este obținut prin concasarea (sfărâmarea mecanică) rocilor. Granulele de pietriș concasat măsoară între 5 și 25 mm. Pietrișul concasat este folosit ca agregat pentru fabricarea betonului și ca substrat pentru drumuri.